# SCUM

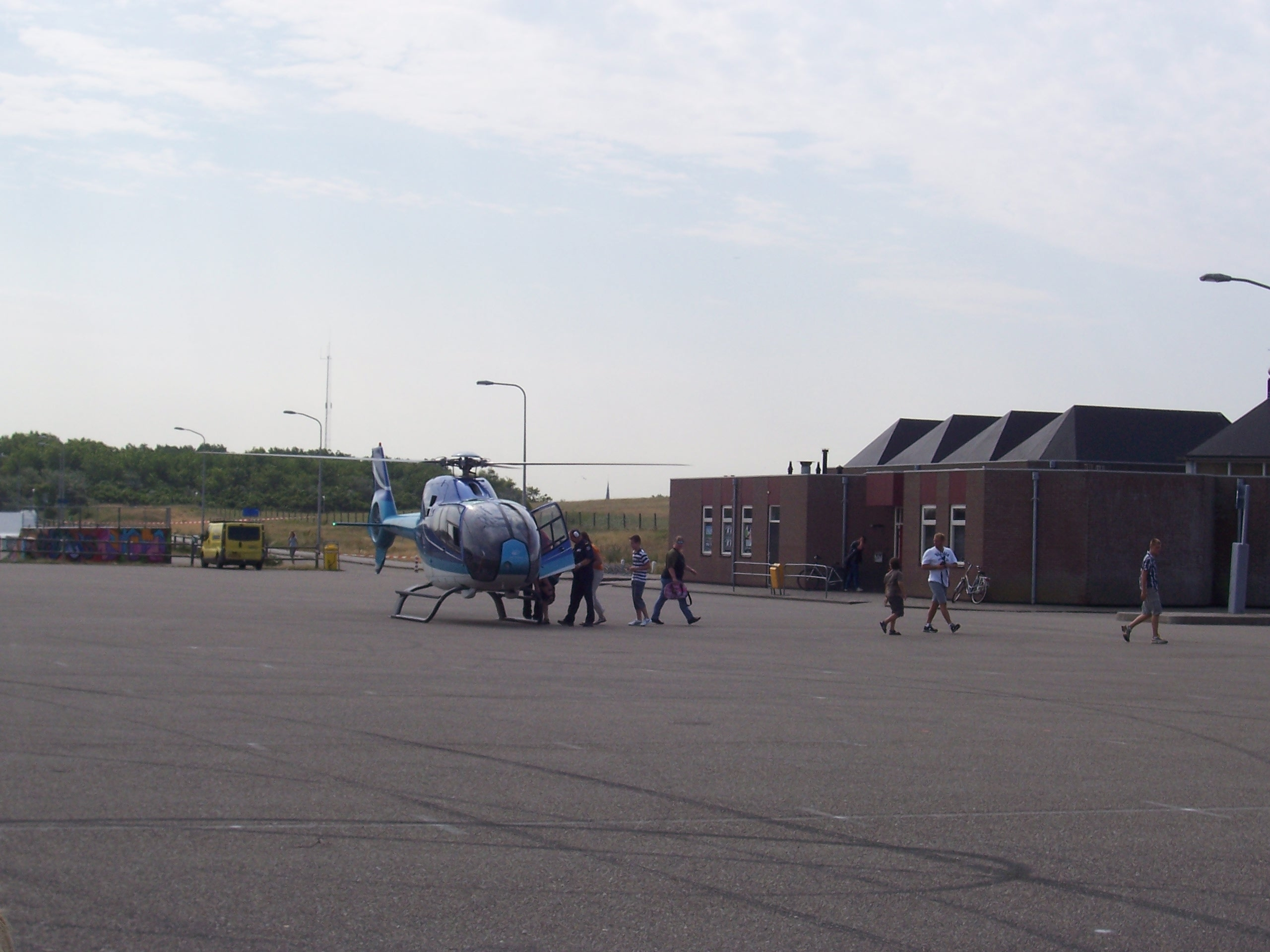
Helikopter op 3 juli 2010, bij SCUM, parkeerterrein Noordduinen, in Katwijk.

SCUM is een jongerencentrum, gevestigd aan de Noordduinseweg in de Katwijkse kern Katwijk-Noord, in de Nederlandse provincie Zuid-Holland. 

## Geschiedenis
In de begin jaren 80 was er nog geen jongerencentrum in Katwijk. Dit leidde ertoe dat in 1982 een pand (voormalig kruithuisje) aan De Krom werd gekraakt. De krakers pleegden uitvoerig overleg met de gemeente Katwijk, wat leidde tot legalisering van SCUM en subsidie van de gemeente.
SCUM bleek een groot succes. Bij de evaluatie van het project, een half jaar na de legalisatie, bleek het jongerencentrum een groot aantal bezoekers te krijgen, van binnen maar ook van ver buiten Katwijk. In de jaren 80 was SCUM hét hardrock-centrum van Nederland. Veel buitenlandse metalbands, zoals Slayer, Sepultura, Biohazard en Sodom, traden in SCUM op.
In 1991 moest SCUM verhuizen van De Krom naar de Noordduinseweg (onder protest), om aan De Krom plaats te maken voor een nieuwbouwwijk. In december 1991 trad Type O Negative op in SCUM, vrijwel alle andere (grotere) shows in Nederland gingen niet door wegens een boycot. Alle bezoekers werden extra goed gefouilleerd, omdat links-extremisten dreigingen hadden geuit.

## Breder
Sinds de verhuizing is SCUM zich meer op een breder publiek gaan richten. Zo is het niet langer uitsluitend het domein van hardrock, maar is het meer en meer gericht op de house-muziek. Wel treden er nog geregeld metal- en punkbands op. Ook zijn er jongerengroepen, zoals huiswerkgroepen.
De nieuwe koers wordt niet door iedereen gewaardeerd. Critici vinden dat SCUM haar identiteit ermee is kwijtgeraakt, en dat het mede de oorzaak is van het verliezen van haar landelijke bekendheid.